# 土佐市立波介小学校
土佐市立波介小学校（とさしりつ はげしょうがっこう）は、高知県土佐市にある公立小学校。

## 所在地
〒781-1143 高知県土佐市波介3346-3

## 沿革
- 1873年(明治6年) - 波介尋常小学校（伽寺）出間、岩戸尋常小学校（棚和田）創設
- 1878年(明治11年) - 出間岩戸尋常小学校分立、出間（鉢伏） 岩戸（次郎丸）
- 1887年(明治20年) - 出間岩戸尋常小学校、合併により休場に移転
- 1897年(明治30年)7月 - 出間岩戸尋常小学校、棚和田に移転
- 1907年(明治40年)12月 - 波介尋常小学校、逢端田に新築移転改築
- 1934年(昭和9年)7月 - 波介、出間岩戸両校合併議決
- 1934年(昭和9年)12月10日 - 合併校舎起工式
- 1935年(昭和10年)11月3日 - 波介尋常小学校落成式
- 1941年(昭和16年)4月1日 - 国民学校令公布により波介国民学校と改称
- 1947年(昭和22年)4月1日 - 学校教育法施行により波介小学校と改称
- 1954年(昭和29年)4月1日 - 町村合併により高岡町立波介小学校と改称
- 1966年(昭和41年)5月 - 第1回さつき祭り
- 1975年(昭和50年)8月17日 - 歴史的大洪水に見舞われ床上94センチ浸水、ピアノ、オルガンをはじめ殆どの備品新設
- 2004年(平成15年)4月 - 文科省学力向上フロンティア事業指定校
- 2004年(平成15年)6月 - 交通安全県知事表彰
- 2003年(平成15年)11月 - 優良PTA文部科学大臣表彰、高知県教育委員会表彰
- 2005年(平成17年)11月 - 坂本教育賞受賞